# Diecezja Yendi
Diecezja Yendi  – diecezja rzymskokatolicka w Ghanie. Powstała w 1999.

## Biskupi diecezjalni
- Vincent Boi-Nai, S.V.D. (1999–2022)
- Matthew Yitiereh (nominat)